# Fernando Lopes (nuotatore)
Fernando Lopes (21 novembre 1964 – Luanda, 11 ottobre 2020) è stato un nuotatore angolano.

## Biografia
All'età di quindici anni è stato portabandiera per il suo paese alla cerimonia di apertura dei Giochi olimpici di Mosca 1980. Trattandosi della prima partecipazione dell'Angola ai Giochi olimpici, è stato pertanto il primo portabandiera olimpico nella storia dell'Angola indipendente. In quell'edizione dei Giochi prese parte alle batterie della staffetta 4x100 metri misti gareggiando nella prima frazione.